# Harposporium helicoides
Harposporium helicoides är en svampart som beskrevs av Drechsler 1941. Harposporium helicoides ingår i släktet Harposporium och familjen Clavicipitaceae.   Inga underarter finns listade i Catalogue of Life.